# Luis van Rooten
Luis van Rooten (né Luis d'Antin van Rooten le 29 novembre 1906 à et mort le 17 juin 1973 à Chatham) est un acteur et animateur radiophonique américain.

## Biographie
Van Rooten est connu en particulier pour son livre « Mots d'Heures: Gousses, Rames », paru en 1967 chez (en) Angus & Robertson, ouvrage qui se présente comme un recueil de poèmes anciens, dans un français quelque peu médiéval, accompagnés de commentaires. Van Rooten a, en fait, utilisé un assemblage de mots et d'expressions françaises qui, lus à haute voix, se révèlent être, après transposition homophonique, des comptines traditionnelles anglaises, des Mother Goose's Rhymes : « mots d'heures : gousses, rames ». 
Le premier poème, lu à haute voix, s'entend comme une transposition de la comptine anglaise Humpty Dumpty : 
| Humpty Dumpty Sat on a wall. Humpty Dumpty Had a great fall. And all the king's horses And all the king's men Couldn't put Humpty Together again. | Un petit d'un petit S'étonne aux Halles Un petit d'un petit Ah! degrés te fallent Indolent qui ne sort cesse Indolent qui ne se mène Qu'importe un petit d'un petit Tout Gai de Reguennes. |

En 1980, les mêmes éditeurs ont publié, selon le même principe, N'Heures Souris Rames (« Nursery rhyme »).

## Filmographie partielle
- 1946 : Révolte à bord (Two Years Before the Mast) de John Farrow
- 1948 : Les Yeux de la nuit (Night has a thousand eyes) de John Farrow
- 1948 : Ombres sur Paris (To the Victor) de Delmer Daves
- 1950 : Cendrillon (voix)
- 1951 : Espionne de mon cœur (My Favorite Spy) de Norman Z. McLeod
- 1952 : Lydia Bailey de Jean Negulesco
- 1957 : La Femme et le rôdeur (The Unholy Wife) de John Farrow
- 1958 : Tonnerre sur Berlin (Fräulein) de Henry Koster